# Saint-André (Tarn)
Saint-André é uma comuna francesa na região administrativa de Occitânia, no departamento de Tarn. Estende-se por uma área de 7,27 km². Em 2010 a comuna tinha 106 habitantes (densidade: 14,6 hab./km²).